# Lenham Motor Company

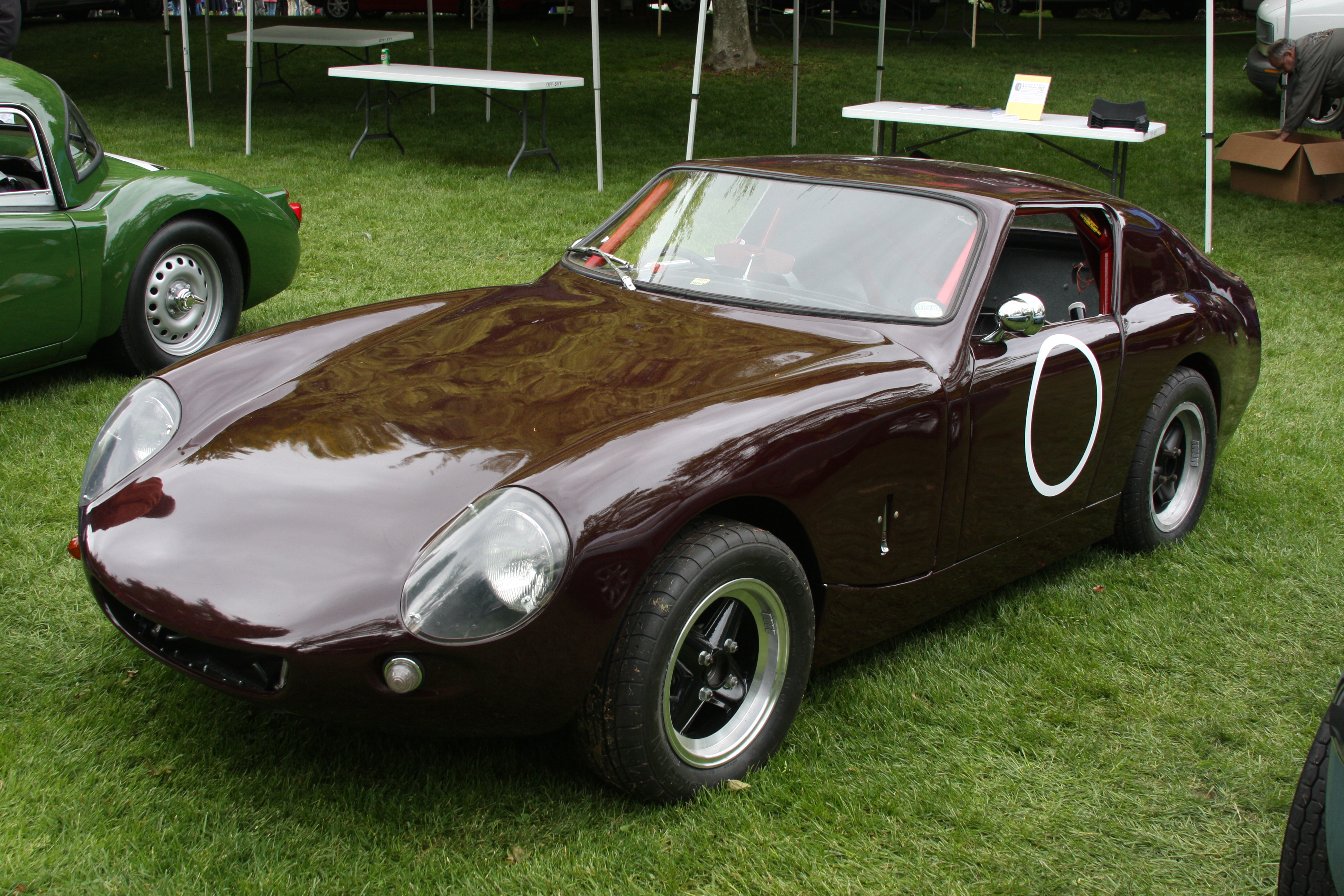
Lenham GT

Lenham Motor Company Limited, zuvor Vintage Sports Car Garage, ist ein britischer Hersteller von Automobilen.

## Unternehmensgeschichte
Julian K. Booty gründete am 6. Februar 1962 in Lenham Square das Unternehmen Vintage Sports Car Garage als Oldtimer-Werkstatt. 1967 wurde daraus die Lenham Motor Company Limited mit Peter Rix als Partner. Der Standort war nun in Harrietsham. Die Produktion von Renn- und Sportwagen begann. Der Markenname lautet Lenham. Zeitweise importierte Gerhard Elsner aus Herne Fahrzeuge nach Deutschland. 1984 endete die Produktion. Jahre später erwarb David Coplowe das Unternehmen und setzt seitdem in Uckfield die Produktion fort.

## Fahrzeuge
Zunächst entstanden Umbauten auf Basis des Austin-Healey Sprite. Der Le Mans GT war ein Coupé und der GTO ein Roadster. Beide Modelle wurden nach der Übernahme durch David Coplowe wieder angeboten.
Das erste eigenständige Modell war 1969 ein Rennwagen für die Gruppe 6, der aber auch als Straßenfahrzeug zugelassen werden konnte. Motoren von BMW und Ford waren in Mittelmotorbauweise montiert und trieben die Hinterachse an. Die Karosserie bestand aus Kunststoff.
Ende 1977 kam das Modell Healey 3000 heraus. Die Karosserie hatte Julian Booty entworfen. Sie bestand wiederum aus Kunststoff, nur die Motorhaube war aus Aluminium. Der offene Sportwagen bot Platz für zwei Personen. Originale Sechszylindermotoren von Austin Healey mit wahlweise 2600 cm³ oder 3000 cm³ Hubraum trieben die Fahrzeuge an. Dieses Modell wurde bis 1984 hergestellt.